# Pedro Morán Quirós
Pedro Morán Quirós (Carreño, 26 de abril de 1953) es un cocinero español.

## Biografía
Es hijo de Manuel Morán Martínez y María Ángeles Quirós Fernández, de quienes heredó el restaurante Casa Gerardo, en Prendes, Asturias, establecido en 1882 por su bisabuelo Demetrio como casa de postas.
En 1983 recibió el Premio Nacional de Gastronomía en Cocina Regional, y en 1987, el Premio Principado de Asturias de Gastronomía, además de ser Medalla de Plata del Principado de Asturias en 2005. 
Es miembro del grupo Euro-Toques, de los Restaurantes de la Buena Mesa de España y de Restaurantes de Fomento de la Cocina Asturiana. También es fundador de Jóvenes Restauradores de Europa y, desde 2004, galardonado con el Premio Nacional de Gastronomía "Marqués de Desio" al mejor profesional del mundo de la gastronomía en 2007 y a su trayectoria profesional. En 2008 participó activamente en el Club Millesimé Madrid, haciendo llegar la gastronomía asturiana a las grandes empresas nacionales.
“Casa Gerardo” posee una estrella en la Guía Michelin desde 1986, y tres soles en la Guía Repsol. Han abierto el "Hispania London" en Londres en 2013 y el "Hispania Brussels" en Bruselas en 2016.